# Liste der denkmalgeschützten Objekte in Thaya (Niederösterreich)
Die Liste der denkmalgeschützten Objekte in Thaya enthält die 23 denkmalgeschützten, unbeweglichen Objekte der Gemeinde Thaya.

## Denkmäler
| Foto |                 | Denkmal                                                                      | Standort                                              | Beschreibung | Metadaten |
| ---- | --------------- | ---------------------------------------------------------------------------- | ----------------------------------------------------- | --- | --- |
| ja   | Datei hochladen | Ortskapelle Eggmanns HERIS-ID: 4811 Objekt-ID: 668                           | gegenüber Eggmanns 4 Standort KG: Eggmanns            | Die Ortskapelle an der Durchgangsstraße von Eggmanns ist ein schlichter, innen flach gedeckter Barockbau aus der zweiten Hälfte des 18. Jahrhunderts, mit Flachbogenfenstern und eingezogener, gewölbter Halbkreisapsis. Hinter der geschwungenen Rundgiebelfassade mit Figurennische erhebt sich ein Dachreiter, der von einem Zwiebelhelm bekrönt wird. Die Kirche verfügt über ein Säulenädikulaaltärchen aus dem dritten Viertel des 17. Jahrhunderts, mit Knorpelwerkflanken und einem spätbarocken Altarblatt mit einer Darstellung des Abschieds der hll. Petrus und Paulus. Zur weiteren Ausstattung zählen das barocke Gestühl und ein barockes Vortragekreuz. | BDA-Hist.: Q38074648 Status: § 2a Stand der BDA-Liste: 2025-06-30 Name: Ortskapelle Eggmanns GstNr.: 51/2                                                         |
| ja   | Datei hochladen | Ortskapelle Großgerharts HERIS-ID: 4813 Objekt-ID: 670                       | neben Großgerharts 36 Standort KG: Großgerharts       | Die in der Dorfmitte am Sarningbach gelegene Ortskapelle ist ein spätbarocker Bau von 1748 mit eingezogener Halbkreisapsis, Rundbogenfenstern und einer barocken Nischenfigur des hl. Johannes Nepomuk an der Fassade unter dem geschwungenen Giebel sowie einem Dachreiter mit Zwiebelhelm von 1822. Im Hauptjoch gibt es ein Platzlgewölbe auf Wandpfeilern und eine Holzempore mit einem Mariahilf-Bild an der Brüstung der Balustrade. Die Kapelle verfügt über einen marmorierten Säulenaltar aus der Bauzeit, der in die Apsis eingefügt ist, mit einer Statue Herz Jesu von 1911 mit seitlichen Statuen der hll. Josef und Maria. Zur weiteren Ausstattung zählen ein Gnadenstuhl, ein Bildnis der Schmerzhaften Muttergottes in einem Glasschrein mit barockem Aufsatz, eine geschnitzte Statuette der hl. Maria mit Kind im Rosenkranz, bezeichnet mit 1811, zwei Kirchenfahnen mit Ölbildern des 19. Jahrhunderts sowie das barocke Gestühl. | BDA-Hist.: Q38075016 Status: § 2a Stand der BDA-Liste: 2025-06-30 Name: Ortskapelle Großgerharts GstNr.: 92/2                                                     |
| ja   | Datei hochladen | Ortskapelle Mariae Himmelfahrt HERIS-ID: 4814 Objekt-ID: 671                 | neben Jarolden 18 Standort KG: Jarolden               | Die 1737 erbaute und 1870 nach Westen verlängerte und veränderte Ortskapelle Mariä Himmelfahrt ist ein lang gestreckter, im Kern barocker Bau mit Rundbogenöffnungen und einem eingezogenen, östlichen Apsisturm mit Zwiebelhelm. Der Bau ist durch ein von der Erweiterung 1870 Rundbogenportal in der schlichten Giebelfassade zugänglich. Der dreijochige, stichkappentonnengewölbte Innenraum wurde durch einen Apsisbogen im 19. Jahrhundert geteilt. Eine Kleeblattbogenöffnung führt in das ursprünglich als Altarraum verwendete Erdgeschoß des Turms. Die Kapelle verfügt über einen mit 1869 bezeichneten, barockisierenden Säulenädikulaaltar auf dessen Altarblatt die Marienkrönung dargestellt ist. Am Antependium ist die hl. Familie zu sehen. In Nischen seitlich des Altars befindet sich eine Figur des hl. Florian, eine geschnitzte Pietàgruppe aus dem ersten oder zweiten Drittel des 18. Jahrhunderts sowie eine Schnitzstatue der hl. Maria mit Kind aus der ersten Hälfte des 19. Jahrhunderts in Rosenkranzgehänge. Zur weiteren Ausstattung zählt ein Mariahilf-Votivbild zur Kapellenstiftung 1737 und ein Stifterbild zur Vergrößerung der Kapelle. | BDA-Hist.: Q38075357 Status: § 2a Stand der BDA-Liste: 2025-06-30 Name: Ortskapelle Mariae Himmelfahrt GstNr.: 80                                                 |
| ja   | Datei hochladen | Bildstock HERIS-ID: 4819 Objekt-ID: 676                                      | Niederedlitz 1, in der Nähe Standort KG: Niederedlitz | Südlich des Ortes steht ein achtseitiger Granittabernakelpfeiler aus dem 16./17. Jahrhundert mit Pyramidenspitze und Wappen. | BDA-Hist.: Q38076829 Status: § 2a Stand der BDA-Liste: 2025-06-30 Name: Bildstock GstNr.: 2253                                                                    |
| ja   | Datei hochladen | Ortskapelle Niederedlitz HERIS-ID: 4817 Objekt-ID: 674                       | Niederedlitz 38 Standort KG: Niederedlitz             | Die Ortskapelle von Niederedlitz ist ein hoher Spätbarockbau des Jahres 1729/1730, mit Rundbogenfenstern und einem volutenförmig geschwungenen Rundgiebel mit Kugelaufsätzen an der Westfassade. Der Turm wird von einem Zwiebelhelm bekrönt. Im zweijochigen Inneren ruht eine Stichkappentonne über Gurten auf den mächtigen Gebälkköpfen der Wandpfeiler mit Pilastervorlagen. Darunter befindet sich ein hoher, gekehlter Apsisbogen. Die rechteckige Apsis ist kreuzgewölbt und hat rechteckige Graten. Das marmorierte Altarretabel fasst durch ihren Bogenaufsatz eine Gegenlichtöffnung ein. Das Altarblatt zeigt ein Bildnis des Herzens Marias, das vom ehemaligen Seitenaltar in Thaya stammt und 1893 von August von Wörndle gemalt wurde. Zur weiteren Ausstattung zählen zwei barocke Konsolfiguren der hll. Antonius von Padua und Johannes Nepomuk aus dem dritten Viertel des 18. Jahrhunderts, ein spätbarockes Bild des hl. Petrus und ein Rosenkranzbild aus derselben Epoche, ein Mariahilf-Gnadenbild sowie Kreuzwegbilder des 19. Jahrhunderts. | BDA-Hist.: Q38076266 Status: § 2a Stand der BDA-Liste: 2025-06-30 Name: Ortskapelle Niederedlitz GstNr.: 1                                                        |
| ja   | Datei hochladen | Ortskapelle Oberedlitz HERIS-ID: 4820 Objekt-ID: 677                         | Oberedlitz 1b Standort KG: Oberedlitz                 | Die Ortskapelle von Oberedlitz ist ein 1767/1769 errichteter, schlichter Bau mit Rundbogenfenstern, Halbkreisapsis und einem Dachreiter mit Pyramidenhelm. Der Bau ist durch ein Ziegeldach gedeckt. Im Inneren befindet sich ein klassizistischer Säulenädikulaaltar mit einem Kruzifix vor gemalten Assistenzfiguren aus der ersten Hälfte des 19. Jahrhunderts. Zur weiteren Ausstattung zählt eine geschnitzte Statuette der betenden hl. Maria in Baldachinrahmung aus der Zeit um 1720, ein barockisierendes Vortragekreuz und Kreuzwegbilder aus dem zweiten Viertel des 19. Jahrhunderts. | BDA-Hist.: Q38077085 Status: § 2a Stand der BDA-Liste: 2025-06-30 Name: Ortskapelle Oberedlitz GstNr.: 902/5                                                      |
| ja   | Datei hochladen | Schloss Peigarten HERIS-ID: 4823 Objekt-ID: 680seit 2014                     | Peigarten 1 (Schloss) Standort KG: Peigarten          | Das Schloss Peigarten ist eine vierflügelige, zwei- bis dreigeschoßige Anlage mit leicht trapezförmigem Innenhof. Es ging aus einer Veste hervor, die zu einem überwiegend im 12. Jahrhundert geschaffenen Burgengürtel gehörte. Das Erscheinungsbild ist vor allem durch Umbauten des 16. und 17. Jahrhunderts geprägt. Ältester Teil ist der Nordosttrakt, wo auch die Schlosskapelle liegt, in der im Jahr 1987 romanische Fresken freigelegt wurden. | BDA-Hist.: Q1514726 Status: Bescheid Stand der BDA-Liste: 2025-06-30 Name: Schloss Peigarten GstNr.: 1/1, 1/2 Schloss Peigarten (Thaya)                           |
| ja   | Datei hochladen | Figurenbildstock hl. Johannes Nepomuk HERIS-ID: 4824 Objekt-ID: 681seit 2014 | bei Peigarten 1 (Schloss) Standort KG: Peigarten      | Beim Eingang zum Schloss Peigarten steht eine Johannes-Nepomuk-Statue aus der Mitte des 18. Jahrhunderts mit einem Chronogramm und dem Wappen von Stift Lilienfeld. | BDA-Hist.: Q38078665 Status: Bescheid Stand der BDA-Liste: 2025-06-30 Name: Figurenbildstock hl. Johannes Nepomuk GstNr.: 427/1                                   |
| ja   | Datei hochladen | Bildstock HERIS-ID: 4826 Objekt-ID: 683                                      | östlich Ranzles 16 Standort KG: Ranzles               | Im Osten des Ortes steht an der Straße nach Thaya auf einem Achtseitpfeiler ein mächtiger, gekehlter Tabernakelaufsatz mit zwei Wappenschilden unter einem Kreuzdach mit Pyramidenspitze. | BDA-Hist.: Q38079480 Status: § 2a Stand der BDA-Liste: 2025-06-30 Name: Bildstock GstNr.: 477                                                                     |
| ja   | Datei hochladen | Ortskapelle hl. Anna HERIS-ID: 4827seit 2023                                 | bei Schirnes 5 Standort KG: Schirnes                  | Die schlichte Ortskapelle hl. Anna am Anger von Schirnes ist ein biedermeierlicher Bau von 1838 mit Putzgliederung, rundbogigen Fenstern und einer eingezogenen Halbkreisapsis. Über ihrem geschwungenen Giebel erhebt sich ein Giebelreiter mit Spitzhelm. Der Innenraum wird von einem auf Wandpfeilern ruhenden Platzlgewölbe mit Gurten überspannt. Der nachbarocke Säulenaltar aus der Bauzeit verfügt über ein Bild der Heiligen Familie, bezeichnet mit „F. Mayerhofer 1910“. Aus der ersten Hälfte des 19. Jahrhunderts stammt eine ebenfalls in nachbarockem Stil ausgeführte Marienstatue in Rosenkranzgehänge. Zur weiteren Ausstattung zählen mit „F. Mayerhofer 1888“ bezeichnete Kreuzwegbilder und ein barockisierendes Vortragekreuz. | BDA-Hist.: Q119231396 Status: Bescheid Stand der BDA-Liste: 2025-06-30 Name: Ortskapelle hl. Anna GstNr.: 611/2                                                   |
| ja   | Datei hochladen | Friedhof christlich HERIS-ID: 26017 Objekt-ID: 22471                         | gegenüber Florianigasse 1 Standort KG: Thaya          | Im Nordwesten des Ortes befindet sich ein 1787 angelegter und 1854 erweiterter Friedhof mit einer barocken Kreuzigungsgruppe aus der ersten Hälfte des 18. Jahrhunderts mit einem Kruzifix und Assistenzfiguren. | BDA-Hist.: Q37898518 Status: § 2a Stand der BDA-Liste: 2025-06-30 Name: Friedhof christlich GstNr.: 1067                                                          |
| ja   | Datei hochladen | Spitalskapelle hl. Johannes d.Täufer HERIS-ID: 4831 Objekt-ID: 688           | Gartenzeile 15 Standort KG: Thaya                     | Die im Jahr 1689 errichtete Spitalskirche hl. Johannes der Täufer wird derzeit als Aufbahrungshalle genutzt. Der dreiseitig geschlossene Bau hat Rundbogenfenster und im Scheitel einen Dachreiter. Der einjochige, rund schließende Innenraum ist durch eine Stichkappentonne gewölbt und verfügt über eine kleine Mauernische im Scheitel mit einem ehemaligen Grabkreuz. | BDA-Hist.: Q38081943 Status: Bescheid Stand der BDA-Liste: 2025-06-30 Name: Spitalskapelle hl. Johannes d.Täufer GstNr.: 121                                      |
| ja   | Datei hochladen | Flur-/Wegkapelle HERIS-ID: 4830 Objekt-ID: 687                               | gegenüber Gartenzeile 24a Standort KG: Thaya          | Am Ostende der Gartenzeile erhebt sich eine übergiebelte Wegkapelle aus der zweiten Hälfte des 19. Jahrhunderts. | BDA-Hist.: Q38081031 Status: § 2a Stand der BDA-Liste: 2025-06-30 Name: Flur-/Wegkapelle GstNr.: 1963/2                                                           |
| ja   | Datei hochladen | Kath. Pfarrkirche hll. Petrus und Paulus HERIS-ID: 4828 Objekt-ID: 685       | neben Hauptstraße 8 Standort KG: Thaya                | Die im Osten des Straßenplatzes von Thaya als dessen Abschluss auf einer Geländestufe, den östlichen Ortsteil überragende und von der Mauer des 1793 aufgelassenen Friedhofs umgebene Pfarrkirche hll. Petrus und Paulus ist ein im Kern romanischer, durch eine innere Umgestaltung und einen Chorbau gotisch veränderte Chorturmkirche. Die barock veränderte Westfassade ist, abgesehen von ihren Giebelvolutenanläufe, schmucklos. Die Vorhalle wurde erneuert. Das schlichte, im Kern romanische Langhaus ist durch Rundbogenfenster, zwei gotische Kreisfenster und frühbarocke Halbkreisfenster in Höhe des gotischen Gewölbes geöffnet. Nordseitig wurden die Gewände eines gotischen Spitzbogenportals und eines hoch gelegenen, romanischen Rundbogenfensters freigelegt. Im Süden wurde um 1900 die Ölbergkapelle vorgebaut. Der zweijochige, gotische Rechteckchor ist durch ein barockes Abschlussgesims mit dem Langhaus verbunden. Seitlich wurden 1750 barocke Mauerverstärkungen wegen des Turmes vorgelegt. Über dem östlichen Joch erhebt sich ein nach 1718 erneuerter und erhöhter Turm, der über rundbogige Schallfenster verfügt und von einem 1961 erneuerten Zwiebelhelm bekrönt wird. Südseitig liegt die Johannes-Nepomuk-Kapelle und nördlich ein Sakristeianbau von 1959. | BDA-Hist.: Q38080260 Status: § 2a Stand der BDA-Liste: 2025-06-30 Name: Kath. Pfarrkirche hll. Petrus und Paulus GstNr.: 1/1 Saints Peter and Paul Church (Thaya) |
| ja   | Datei hochladen | Karner HERIS-ID: 4829 Objekt-ID: 686                                         | neben Hauptstraße 8 Standort KG: Thaya                | Der ehemalige Karner südlich der Kirche verfügt über ein hügelig aufragendes Gruftgewölbe, das seit 1793 vermauert ist und als Hauskeller genutzt wird. | BDA-Hist.: Q38080610 Status: § 2a Stand der BDA-Liste: 2025-06-30 Name: Karner GstNr.: 1/2 Karner (Thaya)                                                         |
| ja   | Datei hochladen | Brunnen HERIS-ID: 26011 Objekt-ID: 22465                                     | vor Hauptstraße 10 Standort KG: Thaya                 | In der östlichen Platzmitte befindet sich ein im Jahre 1901 aus Waidhofen an der Thaya übertragenes Brunnenbecken. Auf ihrem 1968 erneuerten Maskenkapitell ruht eine Brunnenschale mit Pinienzapfenaufsatz aus dem 16./17. Jahrhundert. Das ehemalige Kapitell steht in der Nähe als Blumenschalenuntersatz. | BDA-Hist.: Q37898435 Status: § 2a Stand der BDA-Liste: 2025-06-30 Name: Brunnen GstNr.: 1964/2                                                                    |
| ja   | Datei hochladen | Bürgerhaus HERIS-ID: 88294 Objekt-ID: 102845                                 | Hauptstraße 14 Standort KG: Thaya                     | Das Bürgerhaus in der Hauptstraße 14 ist ein Altbau mit schlichter Putzfassade. | BDA-Hist.: Q37724862 Status: Bescheid Stand der BDA-Liste: 2025-06-30 Name: Bürgerhaus GstNr.: 15/2                                                               |
| ja   | Datei hochladen | Ehem. Rathaus HERIS-ID: 26014 Objekt-ID: 22468                               | Hauptstraße 22 Standort KG: Thaya                     | Das ehemalige Rathaus liegt am Hauptplatz in der Mitte der Nordfront. Seine Ritzquaderung geht möglicherweise auf das 17. Jahrhundert zurück und wurde 1965 erneuert. | BDA-Hist.: Q37898472 Status: Bescheid Stand der BDA-Liste: 2025-06-30 Name: Ehem. Rathaus GstNr.: 29 Former Rathaus Thaya                                         |
| ja   | Datei hochladen | Bürgerhaus HERIS-ID: 26015 Objekt-ID: 22469                                  | Hauptstraße 42 Standort KG: Thaya                     | | BDA-Hist.: Q37898486 Status: Bescheid Stand der BDA-Liste: 2025-06-30 Name: Bürgerhaus GstNr.: 53                                                                 |
| ja   | Datei hochladen | Pranger HERIS-ID: 4835 Objekt-ID: 692                                        | Standort KG: Thaya                                    | Die Prangersäule aus der zweiten Hälfte des 17. Jahrhunderts verfügt über eine bekrönende Rolandsfigur. | BDA-Hist.: Q38083701 Status: § 2a Stand der BDA-Liste: 2025-06-30 Name: Pranger GstNr.: 1964/2 Pranger Thaya                                                      |
| ja   | Datei hochladen | Wegkreuz, Schwedenkreuz HERIS-ID: 4815 Objekt-ID: 672                        | Standort KG: Thaya                                    | Das Schwedenkreuz (auch: Franzosenkreuz) ist ein plump behauenes, 110 cm hohes Granitkreuz mit stark abgeschlagenen Querarmen und unbekanntem Alter. Im Kopfteil ist durch Vertiefung der Ränder eine stilisierte Lilie eingemeißelt. | BDA-Hist.: Q38075598 Status: § 2a Stand der BDA-Liste: 2025-06-30 Name: Wegkreuz, Schwedenkreuz GstNr.: 2026                                                      |
| ja   | Datei hochladen | Brunnen HERIS-ID: 26010 Objekt-ID: 22464                                     | Standort KG: Thaya                                    | In der Platzmitte befindet sich ein Brunnenbecken mit einschwingenden Ecken, das 1854 als Löschwasserreservoir aufgestellt wurde. Als Brunnenfigur fungiert die Figur eines lesenden Knaben. | BDA-Hist.: Q37898421 Status: § 2a Stand der BDA-Liste: 2025-06-30 Name: Brunnen GstNr.: 1963/1                                                                    |
| ja   | Datei hochladen | Gnadenstuhl HERIS-ID: 26012 Objekt-ID: 22466                                 | Standort KG: Thaya                                    | An der Sarningbachbrücke steht eine Bildsäule mit Gnadenstuhl, bezeichnet mit „1729 FAM“. | BDA-Hist.: Q37898455 Status: § 2a Stand der BDA-Liste: 2025-06-30 Name: Gnadenstuhl GstNr.: 1964/7                                                                |